# 미국 대도시의 죽음과 삶

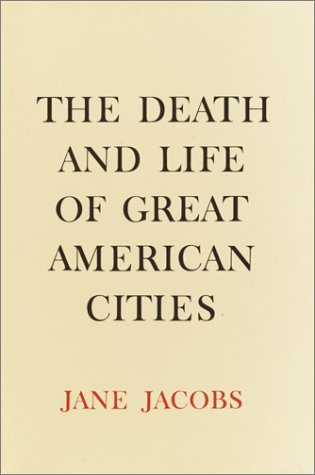

미국 대도시의 죽음과 삶(The Death and Life of Great American Cities)은 미국의 저술가, 활동가인 제인 제이콥스에 의해 쓰여져 1961년 출간된 미국의 영어 도서이다.
1950년대 미국의 도시재생 정책을 날카롭게 비평하는 내용을 포함한다. 이 책에서 제인 제이콥스는 당대 도시계획 분야를 비판하는 등 도시계획 분야와 정 반대편에 서는 듯 하였으나 이후 이 책은 도시계획 분야의 고전이 된다. 르 꼬르뷔지에 등 유명한 건축가들과 로버트 모세스 등 도시계획가들의 도시계획이 역으로 도시의 다양성과 생명력을 파괴하고 있다는 주장이 포함되어 있다.
최초에는 미국 뉴욕의 랜덤 하우스에서 간행되었으며, 한국어로는 대한민국 서울의 그린비 출판사에서 번역 출간되었다.

## 같이 보기
- 범죄예방 환경설계